# Saint-Aubin-de-Lanquais
Saint-Aubin-de-Lanquais là một xã của Pháp, nằm ở tỉnh Dordogne trong vùng Aquitaine của Pháp.

## Hành chính
| Danh sách các xã trưởng                |                  |                    |                   |                         |
| Giai đoạn                              | Giai đoạn        | Tên                | Đảng              | Tư cách                 |
| 1989                                   | tháng 3 năm 2008 | Jean-Claude Lebran | -                 | -                       |
| tháng 3 năm 2008                       | novembre 2008    | Yves Marécaux      | không đảng phái]] | nhân viên tổng hội đồng |
| Tất cả các dữ liệu trước đây không rõ. |                  |                    |                   |                         |

## Thông tin nhân khẩu
| Năm | 1962 | 1968 | 1975 | 1982 | 1990 | 1999 | 2007 |
| --- | ---- | ---- | ---- | ---- | ---- | ---- | ---- |
| Dân số | 294  | 270  | 247  | 220  | 232  | 256  | 265  |
| From the year 1962 on: No double counting—residents of multiple communes (e.g. students and military personnel) are counted only once. |      |      |      |      |      |      |      |